# Tracee Chimo
Pour les articles homonymes, voir Chimo.
Tracee Chimo, née au nord de Boston à Saugus dans le Massachusetts, est une actrice américaine de cinéma et de télévision.

## Filmographie

### Cinéma
- 2012 : 5 ans de réflexion : Margaret
- 2013 : Concussion : Woman #2
- 2013 : Gods Behaving Badly : River Styx / Architect #1
- 2013 : He's Way More Famous Than You : Tracee
- 2014 : Take Care : Rachel
- 2016 : Sully : Evelyn May
- 2018 : Private Life

### Courts-métrages
- 2011 : Wwjd

### Télévision

#### Séries télévisées
- 2010 : Louie : Dog Pound Volunteer
- 2011 : Inside the Actor's Studio Apartment
- 2012 : First Dates with Toby Harris : Michelle
- 2012 : I Just Want My Pants Back : Dylan
- 2013 : The Good Wife : Chrissy Quinn
- 2013-2015 : Orange Is the New Black : Neri Feldman
- 2014 : Black Box : Mackenzie Teller
- 2014 : Royal Pains : Lauren
- 2014 : The Broadway.com Show : Elle-même
- 2015 : High Maintenance : Orly
- 2015-2017 : Difficult People : Gaby
- 2016 : Broadway.com #LiveatFive : Elle-même
- 2016 : Talk Stoop with Cat Greenleaf : Elle-même
- 2016-2017 : People of Earth : Chelsea Healey
- 2018 : Genius (saison 2)
- 2018-2019 : Madam Secretary : Nina Cummings (saisons 5 et 6)

#### Téléfilms
- 2014 : The Money : Jane Mulvaney